# القمة الخليجية المغربية 2016
القمة الخليجية المغربية 2016 هي قمة عقدت بين دول مجلس التعاون الخليجي والمملكة المغربية في يوم الأربعاء 20 أبريل 2016 بمدينة الرياض عاصمة المملكة العربية السعودية برئاسة خادم الحرمين الشريفين الملك سلمان بن عبدالعزيز آل سعود ملك المملكة العربية السعودية وبمشاركة صاحب الجلالة الملك محمد السادس ملك المملكة المغربيَّة.  

## المشاركون

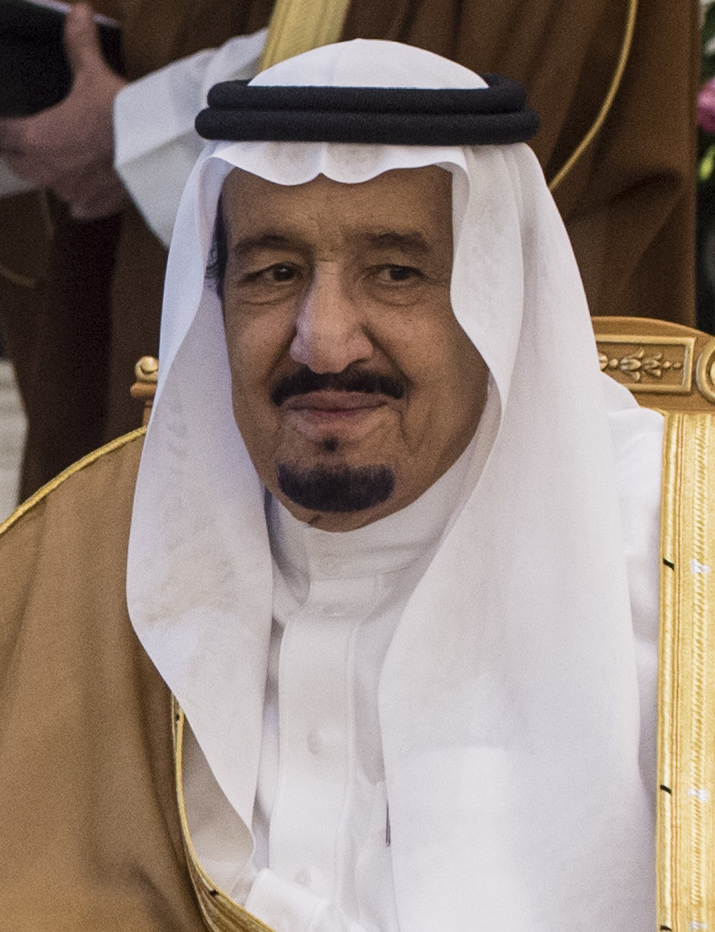
السعودية خادم الحرمين الشريفين الملك سلمان بن عبد العزيز آل سعود ملك المملكة العربية السعودية (رئيس الأجتماع)
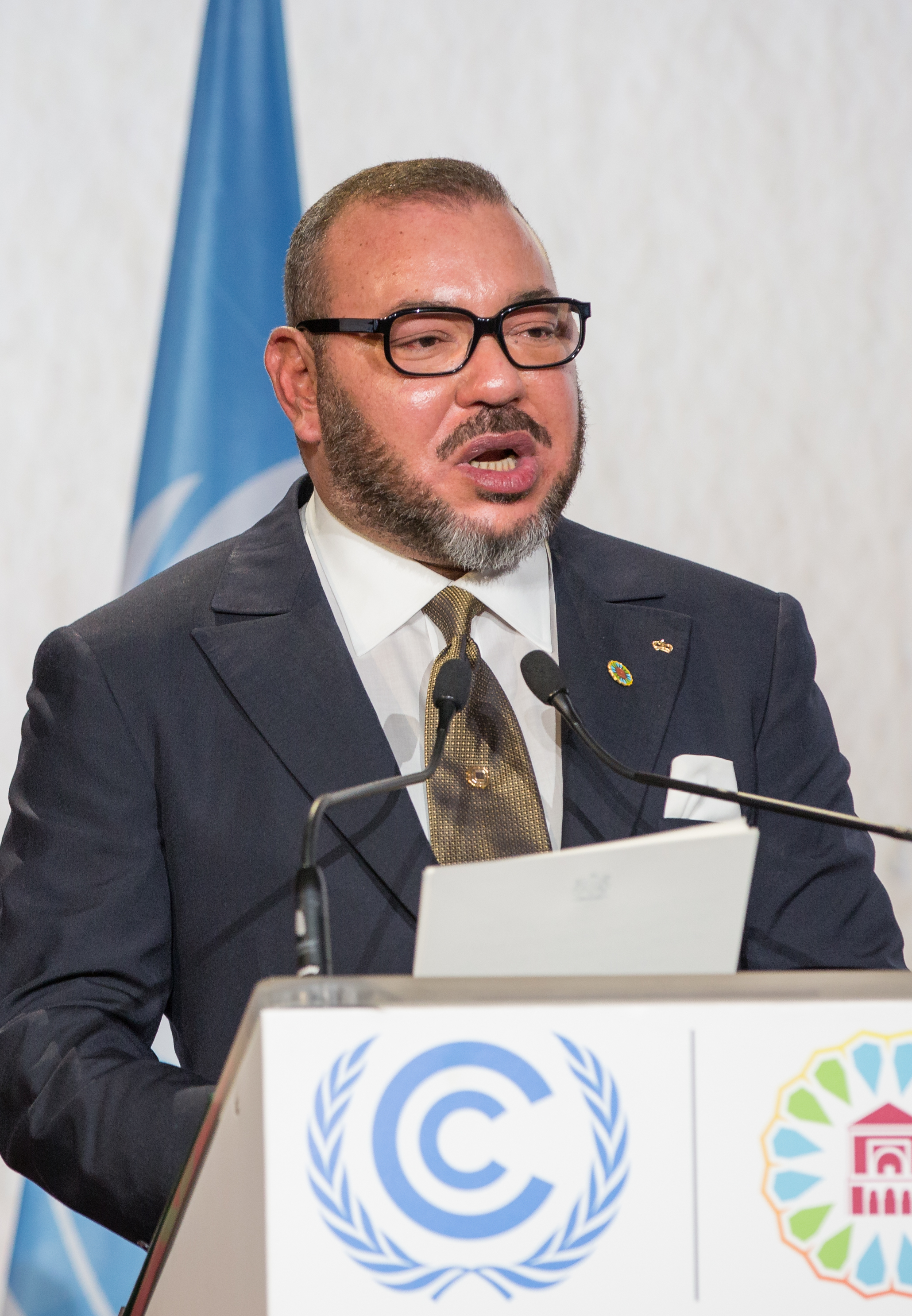
المغرب صاحب الجلالة الملك محمد السادس ملك المملكة المغربيَّة
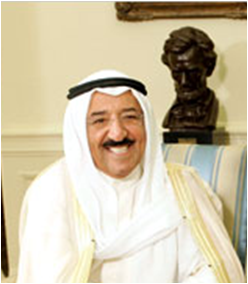
الكويت صاحب السمو الشيخ صباح الأحمد الجابر الصباح أمير دولة الكويت
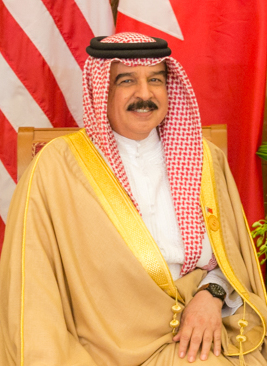
البحرين صاحب الجلالة الملك حمد بن عيسى آل خليفة ملك مملكة البحرين
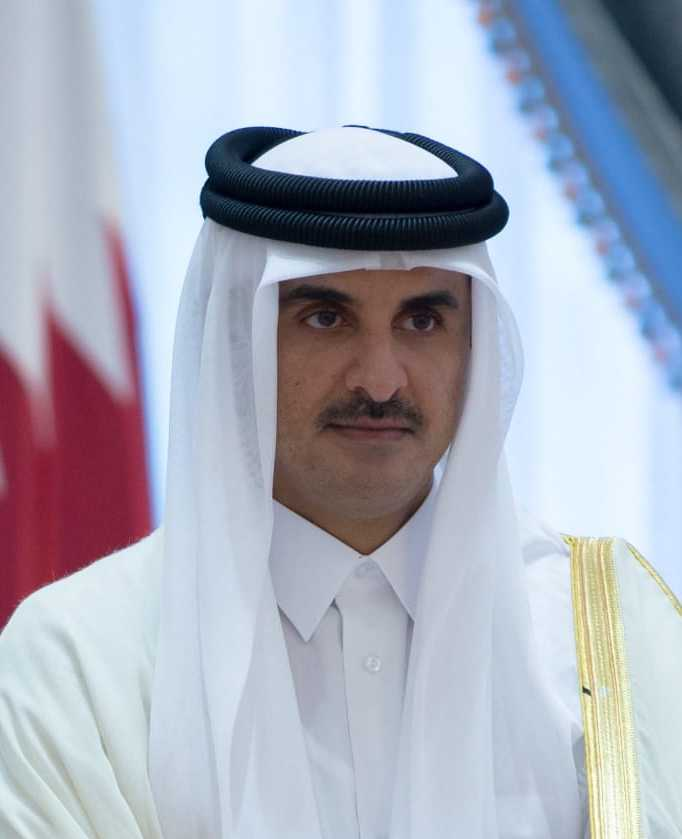
قطر صاحب السمو الشيخ تميم بن حمد آل ثاني أمير دولة قطر
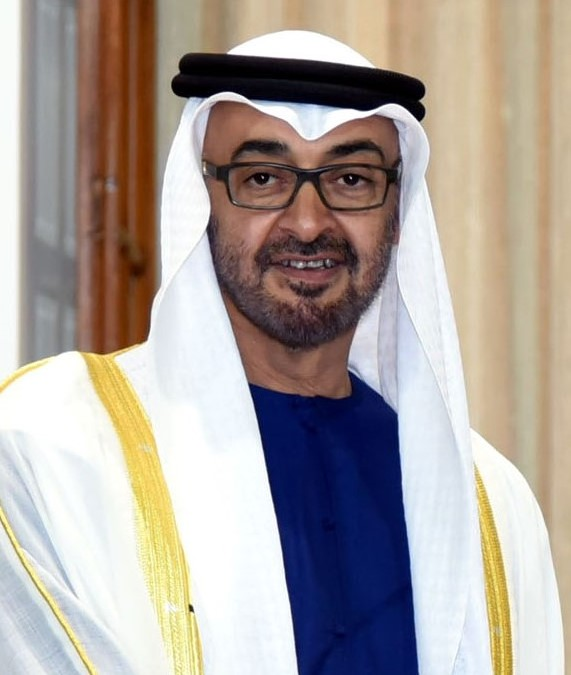
الإمارات العربية المتحدة صاحب السمو الشيخ محمد بن زايد آل نهيان ولي عهد أبوظبي نائب القائد الأعلى للقوات المسلحة
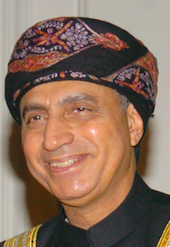
عُمان صاحب السمو السيد فهد بن محمود آل سعيد نائب رئيس الوزراء لشؤون مجلس الوزراء
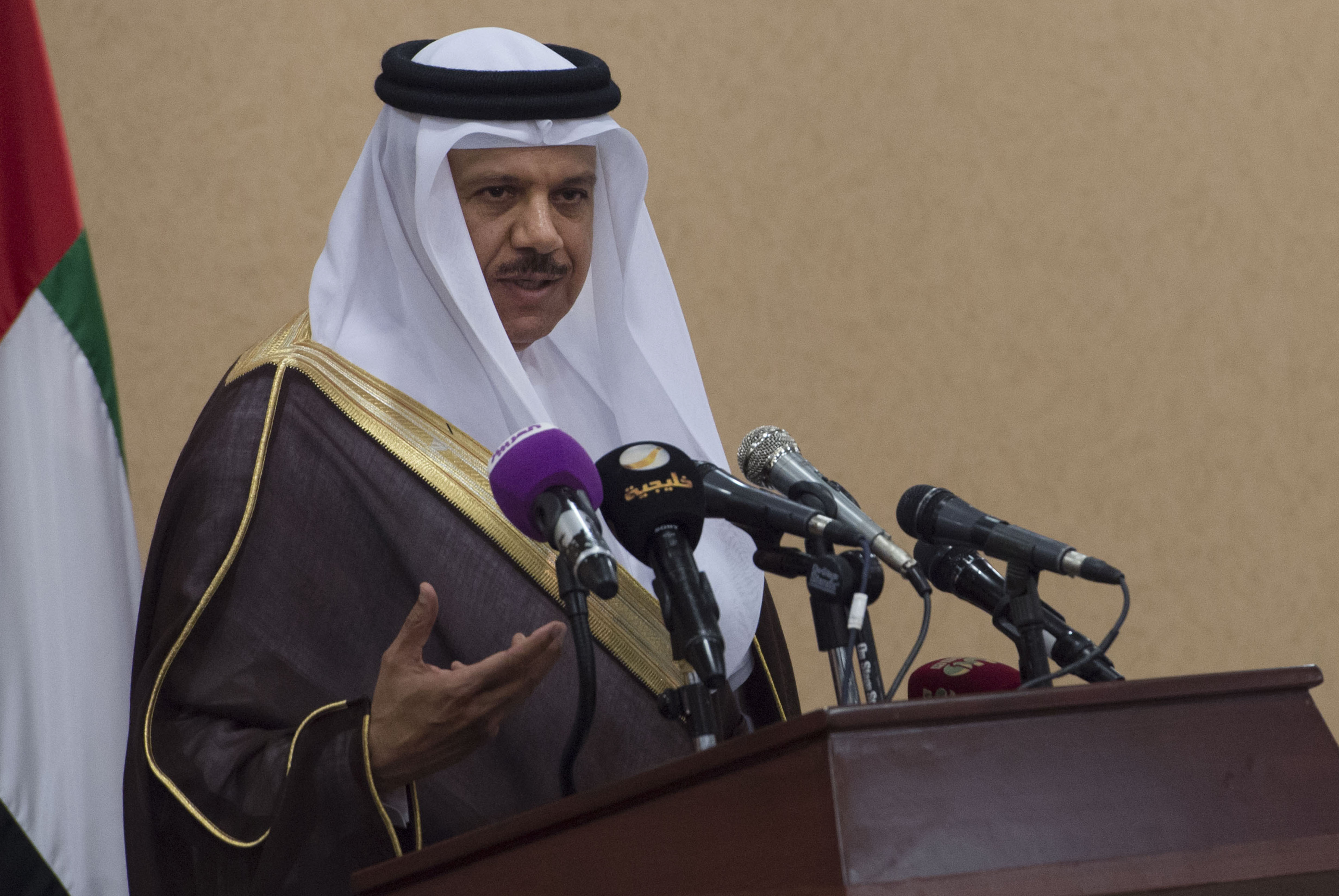
مجلس التعاون الخليجي: معالي الدكتور عبداللطيف بن راشد الزياني أمين عام مجلس التعاون لدول الخليج العربية